# Elements orbitals

Elements orbitals.

Els elements orbitals o elements d'un òrbita són un conjunt de paràmetres que permeten definir de manera unívoca les característiques de l'òrbita d'un astre, la seva disposició a l'espai i la posició de l'astre sobre l'òrbita.
En el cas de les òrbites el·líptiques dels planetes i cometes periòdics del sistema solar, els elements de l'òrbita en són sis:
- Longitud del node ascendent, ({\displaystyle \Omega \,\!}), és l'angle que va des del punt vernal fins al node ascendent de l'objecte, amb vèrtex en el Sol, mesurat en el pla de referència (l'eclíptica) i en sentit directe.[2]
- Inclinació de l'òrbita ({\displaystyle i\,\!}), mesura la inclinació de l'òrbita d'un objecte al voltant d'un cos celeste. S'expressa com l'angle entre un pla de referència i el pla orbital o eix de direcció de l'objecte en òrbita.[3]
- Argument del periàpside ({\displaystyle \omega \,\!}), l'angle que va des del node ascendent fins al periàpside, mesurat en el pla orbital de l'objecte i en el seu sentit de moviment.[4]
- Semieix major de l'òrbita ({\displaystyle a\,\!}), és la meitat de l'eix més llarg d'una el·lipse o d'un el·lipsoide de revolució. L'eix més llarg és la corda que passa pel centre i pels dos focus d'una el·lipse.[5]
- Excentricitat de l'òrbita ({\displaystyle e\,\!}), la mesura del grau en què la figura es desvia d'una circumferència.[6]
- Anomalia mitjana en l'època ({\displaystyle M_{o}\,\!}) és la fracció del període d'una òrbita el·líptica que ha transcorregut des que el cos en òrbita va passar periapsis, expressada com un angle que es pot utilitzar per calcular la posició d'aquest cos en el problema clàssic de dos cossos.[7] A vegades, en lloc de l'anomalia mitjana en l'època, s'utilitza l'anomalia mitjana en el temps que sigui ({\displaystyle M\,\!}), o la longitud mitjana, o l'anomalia veritable o, rarament, l'anomalia excèntrica. A vegades fins i tot l'època mateixa s'utilitza com a sisè element, en lloc de l'anomalia mitjana. En lloc del semieix major es pot utilitzar també el període orbital.

Una òrbita real i els seus elements canvien amb el temps degut a les pertorbacions gravitatòries d'altres objectes i els efectes de la relativitat general. Una òrbita de Kepler és una aproximació matemàtica idealitzada de l'òrbita en un moment determinat.

## Elements keplerians

Paràmetres de l'òrbita d'un satèl·lit al voltant de la Terra
Paràmetres orbitals d'un satèl·lit artificial: ascensió recta del node ascendent ☊, inclinació i, argument del perigeu ω.
Vista perpendicular al pla orbital: semieix major a, argument del perigeu ω, anomalia veritable ν.

Quan es veuen des d'un marc inercial, dos cossos en òrbita tracen trajectòries distintes. Cadascuna d'aquestes trajectòries té el seu focus en el centre de massa comuna. Quan es veu des d'un marc no inercial centrat en un dels cossos, només és aparent la trajectòria del cos oposat; els elements keplerianos descriuen aquestes trajectòries no inercials. Una òrbita té dos conjunts d'elements keplerianos segons el cos que s'utilitzi com a punt de referència. El cos de referència (generalment el més massiu) es diu primari, l'altre cos es diu secundari . El primari no posseeix necessàriament més massa que el secundari, i fins i tot quan els cossos són d'igual massa, els elements orbitals depenen de l'elecció del primari.
Els elements orbitals de l'òrbita d'un cos celeste són un conjunt de sis quantitats que permeten definir la seva òrbita al voltant del Sol o qualsevol altre cos celeste de forma totalment unívoca. Aquestes sis quantitats són:
Dos elements defineixen la forma i la grandària de l'el·lipse:
- Excentricitat de l'òrbita ({\displaystyle e\,\!}) - forma de l'el·lipse, que descriu quant s'allarga en comparació amb un cercle (no marcat en el diagrama).
- Semieix major de l'òrbita ({\displaystyle a\,\!}) - la suma de les distàncies del periápside i apoápside dividida per dos. Per a les òrbites clàssiques de dos cossos, el semieix major és la distància entre els centres dels cossos, no la distància dels cossos des del centre de massa.

Dos elements defineixen l'orientació del pla orbital en el qual s'incrusta l'el·lipse:
- Inclinació de l'òrbita ({\displaystyle i\,\!}) - inclinació vertical de l'el·lipse respecte al pla de referència, mesura en el node ascendent (on l'òrbita passa cap amunt a través del pla de referència, l'angle verd i en el diagrama). L'angle d'inclinació es mesura perpendicularment a la línia d'intersecció entre el pla orbital i el pla de referència. Qualsevol dels tres punts d'una el·lipse definirà el pla orbital de l'el·lipse. El pla i l'el·lipse són objectes bidimensionals definits en un espai tridimensional.
- Longitud del node ascendent ({\displaystyle \Omega \,\!})  orienta horitzontalment el node ascendent de l'el·lipse (on l'òrbita passa cap amunt a través del pla de referència, simbolitzat per ☊ ) respecte al punt vernal del marc de referència (simbolitzat per ♈︎). Això es mesura en el pla de referència i es mostra com l'angle verd Ω en el diagrama.

- Argument del periheli ({\displaystyle \omega \,\!}). Si no és el Sol (Argument del periastre) - defineix l'orientació de l'el·lipse en el pla orbital, com un angle mesurat des del node ascendent fins a la periapsis (el punt més pròxim que l'objecte del satèl·lit arriba a l'objecte principal al voltant del qual orbita, l'angle blau ω en el diagrama).
- Anomalia mitjana de l'època ({\displaystyle M_{o}\,\!})

A vegades, en lloc de l'anomalia mitjana de l'època, s'utilitza l'anomalia mitjana d'un temps donat ({\displaystyle M\,\!}), o la longitud mitjana, o l'anomalia veritable o, rarament, l'anomalia excèntrica.
A vegades l'època del pas pel periheli reemplaça a l'anomalia mitjana. En lloc del semieix major es pot utilitzar també el període orbital.
A vegades es fa servir la {\displaystyle {\bar {\omega }}\,} (longitud del periastre), que es relaciona amb Longitud del node ascendent ({\displaystyle \Omega \,\!}) i l'argument del periastre ({\displaystyle \omega \,\!}) mediante:
{\displaystyle {\bar {\omega }}=\Omega +\omega \,}
Els sis elements anteriors sorgeixen en el problema dels dos cossos sense pertorbacions externes. Una trajectòria pertorbada realista es representa com una successió de còniques instantània que comparteix un del seu focus. Aquests elements orbitals es diuen osculatrices i la trajectòria és sempre tangent a aquesta successió de còniques.
Els elements orbitals d'objectes reals tendeixen a canviar amb el temps.
L'evolució dels elements orbitals té lloc degut fonamentalment a la força gravitatòria dels altres cossos. En el cas de satèl·lits, a causa de la falta d'esfericitat del primari, o al frec amb les restes d'atmosfera. Això és fonamental en satèl·lits artificials de la Terra o d'altres planetes. En el cas d'estels l'expulsió de gas, i la pressió de la radiació, o les forces electromagnètiques introdueixen petites forces no gravitatòries que cal considerar per a explicar el seu moviment.

### Paràmetres requerits
Donat un marc de referència inercial i una època arbitrària (un punt específic en el temps), es necessiten exactament sis paràmetres per a definir sense ambigüitats una òrbita arbitrària i sense pertorbacions.
Això es deu al fet que el problema conté sis graus de llibertat. Aquests corresponen a les tres dimensions espacials que defineixen la posició (x , i , z en un sistema de coordenades cartesianes), més la velocitat en cadascuna d'aquestes dimensions. Aquests poden descriure's com a vectors d'estat orbital, però sovint és una forma inconvenient de representar una òrbita, raó per la qual els elements keplerianos s'usen comunament en el seu lloc.
A vegades, l'època es considera un "setè" paràmetre orbital, en lloc de part del marc de referència.
Si l'època es defineix com el moment en què un dels elements és zero, el nombre d'elements no especificats es redueix a cinc. (El sisè paràmetre encara és necessari per a definir l'òrbita; simplement s'estableix numèricament en zero per convenció o es "mou" a la definició de l'època respecte al temps del rellotge del món real).

### Parametritzacions alternatives
Els elements keplerianos poden obtenir-se a partir de vectors d'estat orbital (un vector tridimensional per a la posició i un altre per a la velocitat) mitjançant transformacions manuals o amb programes informàtics.
Altres paràmetres orbitals poden calcular-se a partir dels elements keplerianos, com el període, l'apoàpside i el periàpside. (Quan s'orbita la Terra, els dos últims termes es coneixen com apogeu i perigeu). És comú especificar el període en lloc del semieix major en els conjunts d'elements keplerianos, ja que cadascun pot calcular-se a partir de l'altre sempre que es doni el paràmetre gravitacional estàndard, GM, per al cos central.
En lloc de l'anomalia mitjana en l'època, es pot utilitzar l'anomalia mitjana M, longitud mitjana, anomalia veritable ν0, o (rarament) l'anomalia excèntrica.
Utilitzar, per exemple, l'"anomalia mitjana" en lloc de la "anomalia mitjana en l'època" significa que el temps t ha d'especificar-se com un setè element orbital. A vegades s'assumeix que l'anomalia mitjana és zero en l'època (triant la definició apropiada de l'època), deixant només els altres cinc elements orbitals per a ser especificats.
Diferents conjunts d'elements són utilitzats per a diversos cossos astronòmics. L'excentricitat, e, i bé el semi-eix major, a, o la distància al periàpside, q, són utilitzats per a especificar la forma i grandària de l'òrbita. La longitud del node ascendent, Ω, la inclinació, i, i l'argument del periàpside, ω, o la longitud del periàpside, ϖ, especifiquen l'orientació de l'òrbita en el seu pla. Bé la longitud en l'època, L0, l'anomalia mitjana en l'època, M0, o el temps del passatge pel periheli, T0, són utilitzats per a conèixer un punt determinat en l'òrbita. Les eleccions poden dependre de si s'utilitzen l'equinocci vernal o el node com a referència primària. Es coneix el semi-eix major si es coneixen el moviment mitjà i la massa gravitacional.
També és molt comú veure a l'anomalia mitjana (M) o a la longitud mitjana (L) expressades directament, sense  M0 o L0 com a passos intermedis, com una funció polinòmica respecte al temps. Aquest mètode d'expressió consolida al moviment mitjà (n) en el polinomi com un dels seus coeficients. L'aspecte és tal que L o M són expressats d'una manera més complicada, però sembla es requereix un element orbital menys.
El moviment mitjà pot quedar ocult per les referències al període orbital P.
| Objecte                 | Elements utilitzats |
| ----------------------- | ------------------- |
| Planeta gran            | e, a, i, Ω, ϖ, L0   |
| Cometa                  | e, q, i, Ω, ω, T0   |
| Asteroide               | e, a, i, Ω, ω, M0   |
| Elements en dues línies | e, i, Ω, ω, n, M0   |

#### Transformacions dels angles d'Euler
Els angles Ω, i, ω són els angles d'Euler (corresponents a α, β, γ en la notació utilitzada en aquest article) que caracteritzen l'orientació del sistema de coordenades
x̂, ŷ, ẑ en el sistema de coordenades inercials Î, Ĵ, K̂
on:
- Î, Ĵ és el pla equatorial del cos central. Î és a la direcció de l'equinocci vernal. Ĵ es perpendicular a Î i amb Î defineix el pla de referència. K̂ és perpendicular al pla de referència. Els elements orbitals de cossos en el Sistema Solar (planetes, estels, asteroides, ...) en general utilitzen l'eclíptica com el pla de referència.
- x̂, ŷ es troben sobre el pla orbital i amb x̂ en la direcció cap al pericentre (periàpside). ẑ és perpendicular al pla de l'òrbita. ŷ és mútuament perpendicular amb x̂ i ẑ.

Per tant, la transformació del sistema de coordenades Î, Ĵ, K̂ al sistema  x̂, ŷ, ẑ amb els angles d'Euler Ω, i, ω es:
{\displaystyle {\begin{aligned}x_{1}&=\cos \Omega \cdot \cos \omega -\sin \Omega \cdot \cos i\cdot \sin \omega \ ;\\x_{2}&=\sin \Omega \cdot \cos \omega +\cos \Omega \cdot \cos i\cdot \sin \omega \ ;\\x_{3}&=\sin i\cdot \sin \omega ;\\\,\\y_{1}&=-\cos \Omega \cdot \sin \omega -\sin \Omega \cdot \cos i\cdot \cos \omega \ ;\\y_{2}&=-\sin \Omega \cdot \sin \omega +\cos \Omega \cdot \cos i\cdot \cos \omega \ ;\\y_{3}&=\sin i\cdot \cos \omega \ ;\\\,\\z_{1}&=\sin i\cdot \sin \Omega \ ;\\z_{2}&=-\sin i\cdot \cos \Omega \ ;\\z_{3}&=\cos i\ ;\\\,\end{aligned}}}
{\displaystyle \left[{\begin{array}{ccc}x_{1}&x_{2}&x_{3}\\y_{1}&y_{2}&y_{3}\\z_{1}&z_{2}&z_{3}\end{array}}\right]=\left[{\begin{array}{ccc}\cos \omega &\sin \omega &0\\-\sin \omega &\cos \omega &0\\0&0&1\end{array}}\right]\,\left[{\begin{array}{ccc}1&0&0\\0&\cos i&\sin i\\0&-\sin i&\cos i\end{array}}\right]\,\left[{\begin{array}{ccc}\cos \Omega &\sin \Omega &0\\-\sin \Omega &\cos \Omega &0\\0&0&1\end{array}}\right]\,;}
on
{\displaystyle {\begin{aligned}\mathbf {\hat {x}} &=x_{1}\mathbf {\hat {I}} +x_{2}\mathbf {\hat {J}} +x_{3}\mathbf {\hat {K}} ~;\\\mathbf {\hat {y}} &=y_{1}\mathbf {\hat {I}} +y_{2}\mathbf {\hat {J}} +y_{3}\mathbf {\hat {K}} ~;\\\mathbf {\hat {z}} &=z_{1}\mathbf {\hat {I}} +z_{2}\mathbf {\hat {J}} +z_{3}\mathbf {\hat {K}} ~.\\\,\end{aligned}}}
La transformació inversa, que permet calcular les 3 coordenades en el sistema I-J-K donades 3 (o 2) coordenades en el sistema x-i-z, és representada per la matriu inversa. Segons les regles de l'àlgebra de matrius, la matriu inversa del producte de les 3 matrius de rotació s'obté invertint l'ordre de les tres matrius i intercanviant els signes dels tres angles de Euler.
La transformació de  x̂, ŷ, ẑ als angles de Euler Ω, i, ω és:
{\displaystyle {\begin{aligned}\Omega &=\operatorname {arg} \left(-z_{2},z_{1}\right)\\i&=\operatorname {arg} \left(z_{3},{\sqrt {{z_{1}}^{2}+{z_{2}}^{2}}}\right)\\\omega &=\operatorname {arg} \left(y_{3},x_{3}\right)\\\,\end{aligned}}}
on arg(x,y) significa que l'argument polar es pot calcular amb la funció estàndard atan2(y,x) disponible en molts sistemes de programació.